# 郭志刚 (社会学家)
郭志刚，北京大学社会学系教授，主要从事等人口政策与人口发展战略、人口老龄化、社会统计方法与应用方面的研究工作。入选中华人民共和国教育部2011年度"长江学者"特聘教授。